# جيمس كولي (مدير فني)
جيمس كولي (بالإنجليزية: James Coley)‏ هو مدير فني أمريكي، ولد في 14 أبريل 1973 في ميامي في الولايات المتحدة.